# Волга-Днепр
«Во́лга-Днепр» — российская грузовая авиакомпания. Основана 22 августа 1990 года в городе Ульяновске.

## Краткая характеристика
Авиакомпания специализируется на авиаперевозках сверхтяжёлых и негабаритных грузов самолётами Ил-76ТД-90ВД и Ан-124-100.

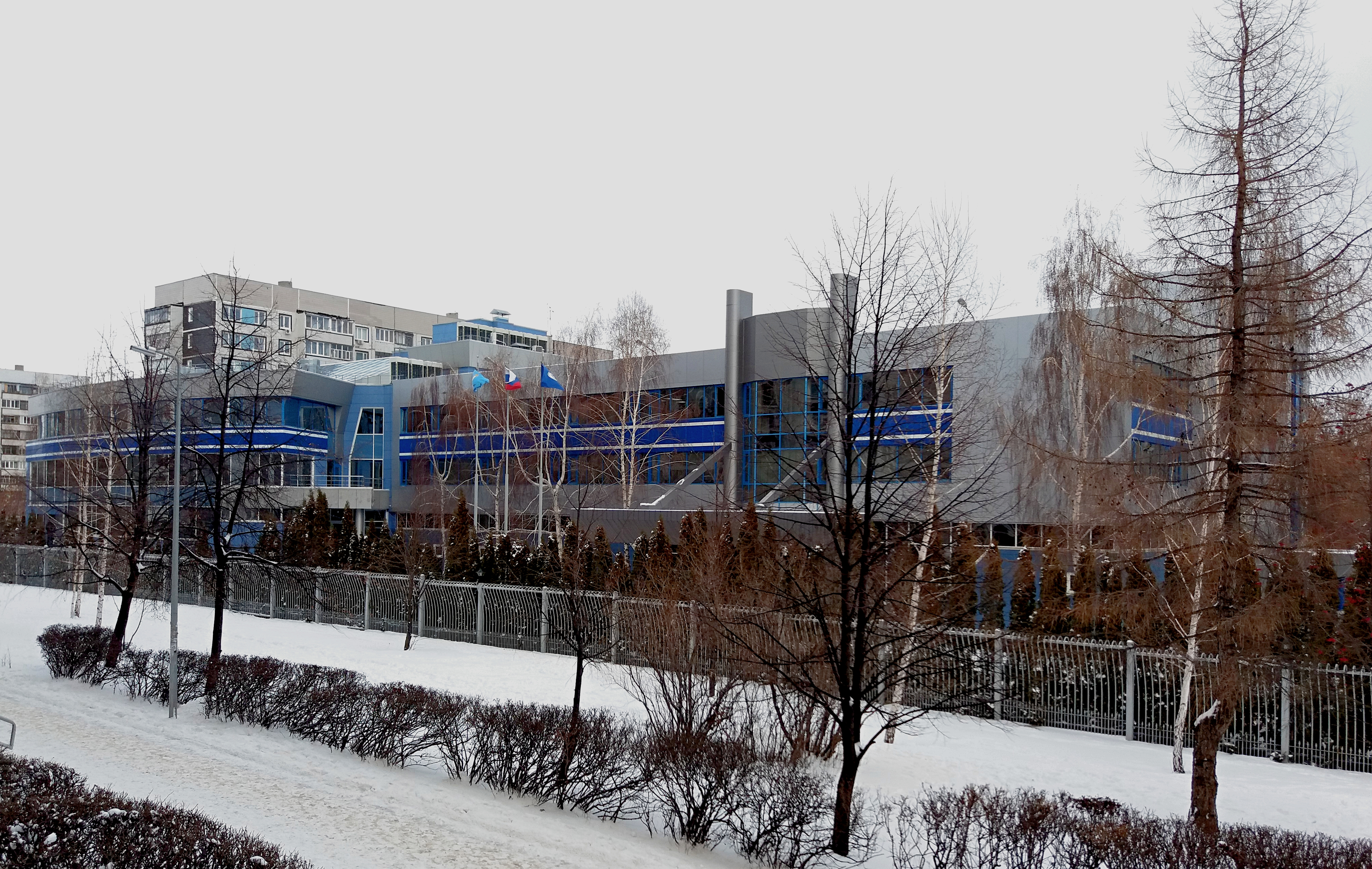
Офисное здание «Волга-Днепр» (Ульяновск).

Входит в международную группу компаний «Волга-Днепр».

## История

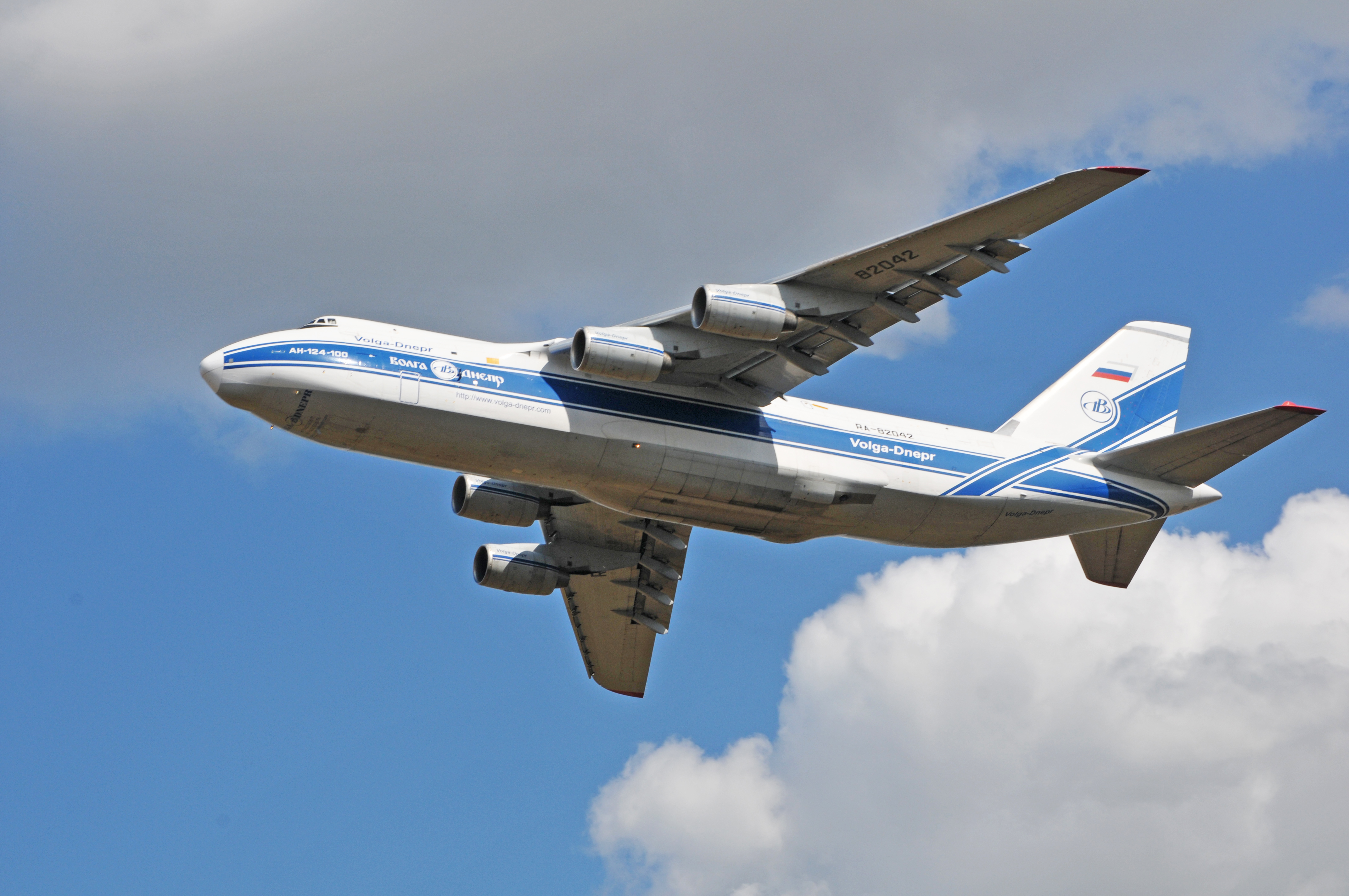
Самолёт Ан-124-100 авиакомпании.

Акционерное общество «Волга-Днепр» основано в августе 1990 года. На момент создания акционерами компании являлись: Ульяновский авиационно-промышленный комплекс им. Д. Ф. Устинова (ЗАО «Авиастар-СП»), машиностроительное КБ ЗМКБ «Прогресс» и АНТК им. О. К. Антонова (Киев, Украина).

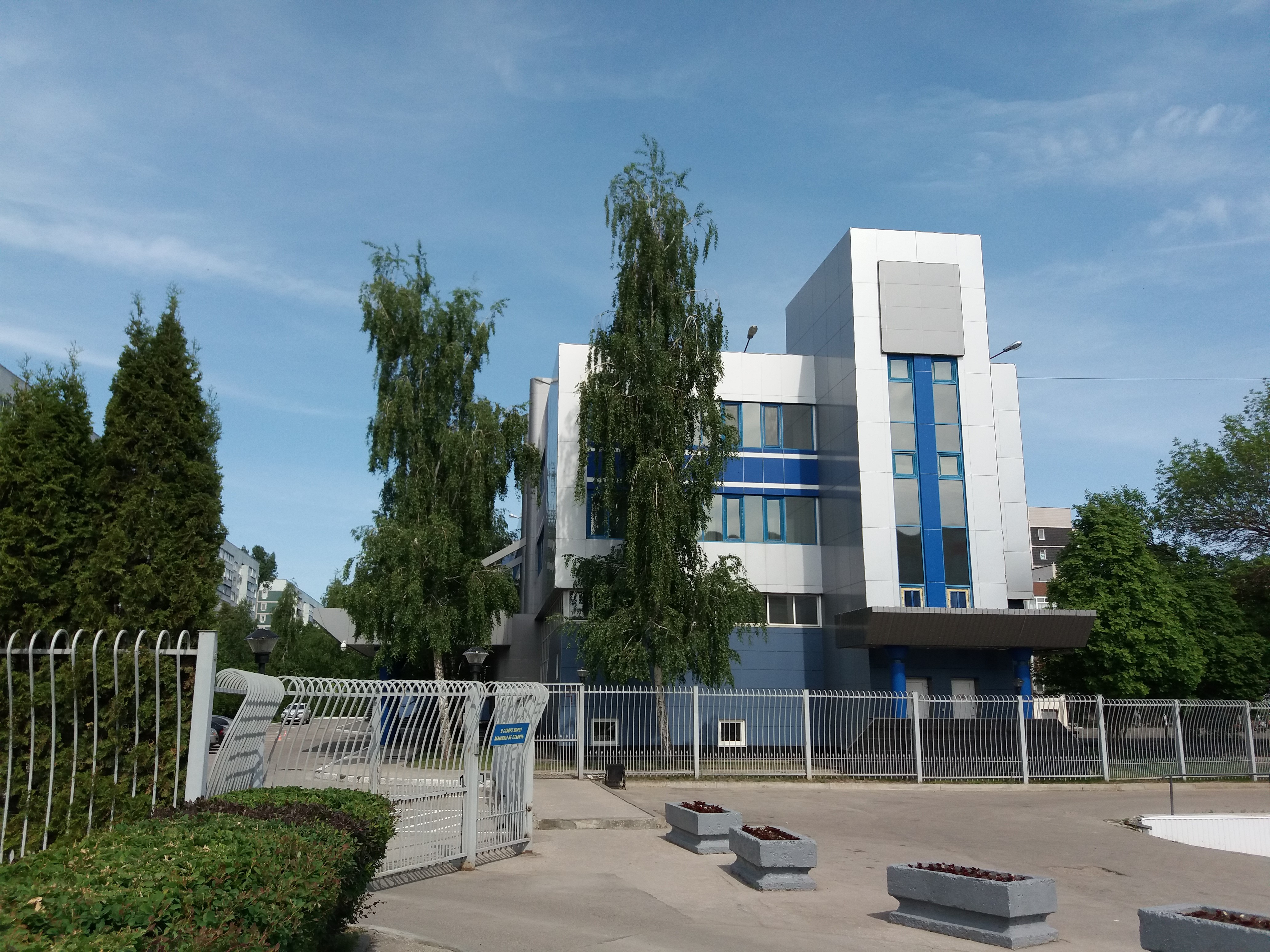
Офисное здание «Волга-Днепр»(Ульяновск).

В начале 1991 года в эксплуатацию авиакомпании поступил Ил-76, а в августе — первый Ан-124, ставший впоследствии основным самолётом компании. В декабре «Волга-Днепр» зарегистрирована в Международной организации гражданской авиации (ИКАО), компании присвоен код VDA.
17 сентября 1991 года состоялось подписание контракта о создании совместного британо-советского предприятия «Хевилифт — Волга-Днепр Лимитед».
В марте 1992 года открываются маршруты международных перевозок, первый полёт выполнен из аэропорта Ульяновск-Восточный в Софию.
В апреле того же года «Волга-Днепр» получила статус «ассоциированного члена» IATA.

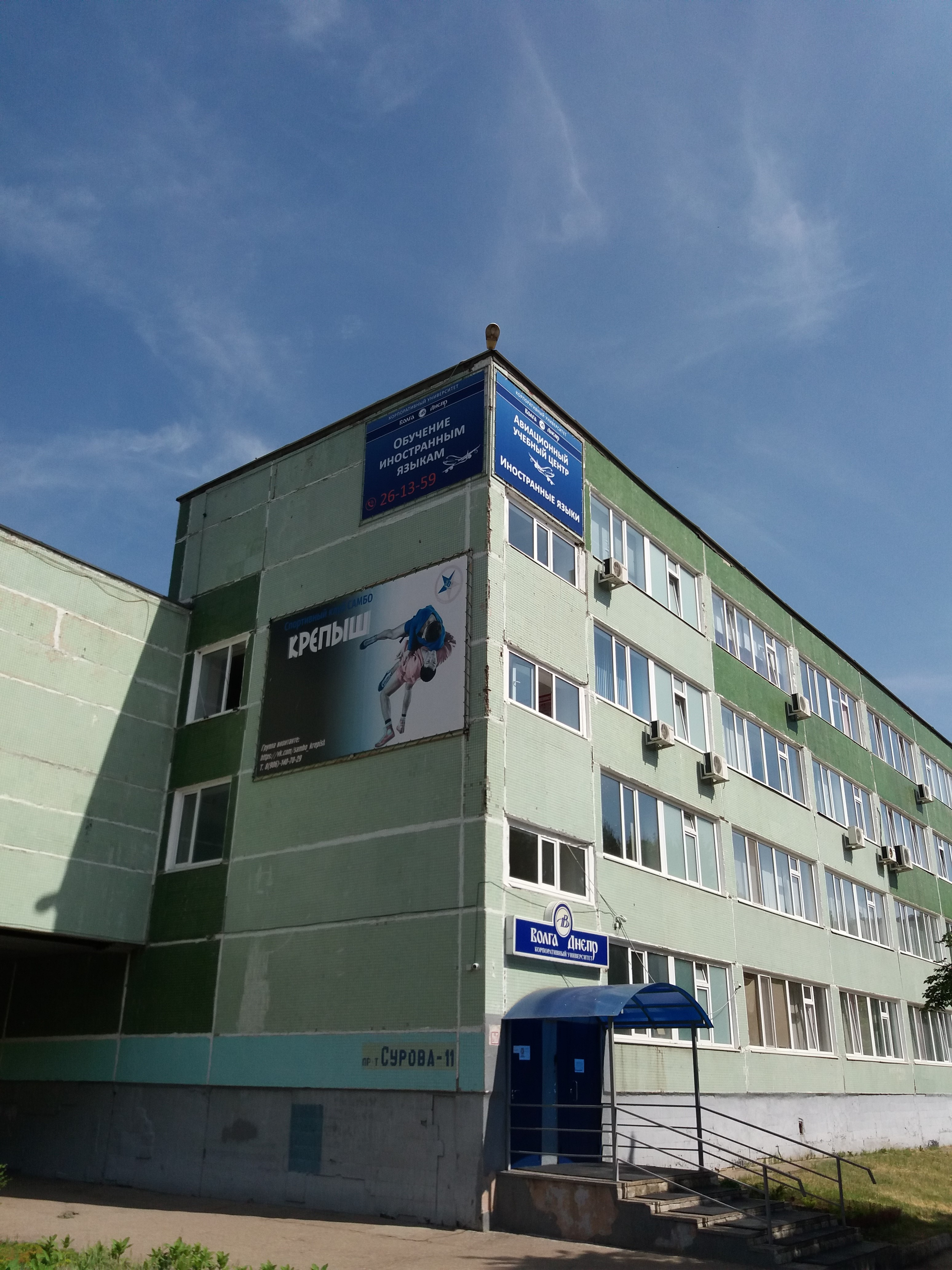
АУЦ «Корпоративный университет» (Волга-Днепр).

В ноябре 1993 года «Волга-Днепр» стала членом Международной авиагрузовой ассоциации (TIACA), в июле 1994 года включена в реестр официальных перевозчиков ООН.
В 1994 году появился ОМО — отдел «Международное обучение», ныне АУЦ «Корпоративного университета».
В ноябре 1996 года открыты пассажирские перевозки по маршруту Ульяновск — Москва на самолётах Як-40.
«Волга-Днепр» была единственной авиакомпанией, чьи самолёты использовались для транспортировки грузов в Афганистан для сил ISAF. С момента начала кампании по свержению режима Талибан в Афганистане, авиакомпания принимает активное участие в интервенции в страну.
С января по март 2004 года шесть самолётов Ан-124 компании «Волга-Днепр» участвовали в переброске из Японии в Кувейт техники японского военного контингента в Ираке.
C 2006 года занимается транспортировкой грузов для NATO по контракту, заключённому в рамках соглашения SALIS (Strategic Airlift Interim Solution).
В октябре 2011 года компания открыла своё представительство в Японии.
В сентябре 2015 года приобретены два самолёта Ан-124-100, ранее эксплуатировавшиеся авиакомпанией «Полёт».
В августе 2022 года, президент компании Алексей Исайкин, после введении в отношении него британских санкций, вышел из капитала компании.

## Группа компаний
Авиакомпания входит в группу компаний «Волга-Днепр». Помимо неё туда входят авиакомпания AirBridgeCargo, осуществляющая регулярные грузовые перевозки на самолетах семейства Boeing 747, авиакомпания «Атран», осуществляющая регулярные грузовые перевозки на самолетах семейства Boeing 737, управляющая компания, страховая компания, компания по автомобильной доставке, компании по ремонту самолётов и т. д.

## Флот
По состоянию на февраль 2022 года размер флота ООО «Авиакомпания Волга-Днепр» составляет 12 самолётов:

## Награды и премии
В 1998, 1999, 2000 годах авиакомпания удостоена премии «Крылья России».
Октябрь 2009 года — «BACA Excellence Awards», в номинации «Лучшая грузовая чартерная авиакомпания» (Best Cargo Charter Airline).
5 апреля 2010 года дипломант в номинации «Грузовой перевозчик года».
2013 год. В седьмой раз становится лауреатом премии «Крылья России» (номинация «Авиакомпания года — грузовой перевозчик на внутренних и международных воздушных линиях»).
В том же году — серебряный призёр федерального конкурса «Российская организация высокой социальной эффективности» (номинация «За формирование здорового образа жизни в организациях производственной сферы»).

## Санкции
19 октября 2022 года, на фоне вторжения России на Украину, группа компаний и сама авиакомпания включена в санкционный список Украины так как компания ведет «деятельность в отраслях, имеющих стратегическое значение для Правительства России и обеспечивает высокую материальную поддержку действий, которые подрывают или угрожают территориальной целостности, суверенитету и независимости Украины»
11 апреля 2023 года группа компаний "Волга-Днепр" включена в санкционный список Канады «организаций причастных к войне Путина». Ранее, один Ан-124 принадлежащий компании был арестован в Канаде и будет передан Украине. 13 июня 2024 года компания попала в санкционный список Великобритании против «военной машины Путина».
24 июня 2024 года группа компаний и сама авиакомпания включены в санкционный список стран Евросоюза так как они «играют важнейшую роль в обслуживании военно-промышленного комплекса России и обеспечении воздушных перевозок для российских военных целей».

## Авиационные происшествия
- 23 июля 1992 года вблизи столицы Македонии города Скопье потерпел катастрофу транспортный самолет «Ан-12». Все восемь членов экипажа погибли.[источник не указан 1747 дней]
- 26 февраля 2013 года в международном аэропорту Казани самолёт Ан-124-100 авиакомпании при рулении на стоянку за машиной сопровождения повредил левой законцовкой крыла находившийся на стоянке самолёт Як-42. По результатам расследования, основными причинами инцидента стали нарушение главным оператором аэропорта технологии приёма и выпуска воздушного судна типа Ан-124.[источник не указан 1747 дней]
- 13 ноября 2020 года в международном аэропорту Новосибирска - "Толмачево", самолет АН-124-100 авиакомпании при аварийной посадке выкатился за пределы ВПП. Пострадавших нет.

## Террористический акт в Бамако (Мали)
20 ноября 2015 года в ходе террористической атаки на отель в столице Мали Бамако были убиты шестеро сотрудников компании (штурман, бортрадист, бортинженер, бортоператор и два авиатехника). Ещё шестеро человек находились в гостиничных номерах и спаслись. Все они являлись членами экипажа самолёта, прибывшего в африканское государство 19 ноября из Норвегии при выполнении рейса по доставке строительной техники.

## Известные люди авиакомпании
- Толмачёв, Виктор Ильич — советский и российский авиаконструктор. Один из создателей Ан-124 «Руслан» и Ан-225 «Мрия». С 1991 года являлся техническим директором авиакомпании.
- Смекалин, Александр Александрович  — российский политик. Председатель правительства Ульяновской области (2016—2021).

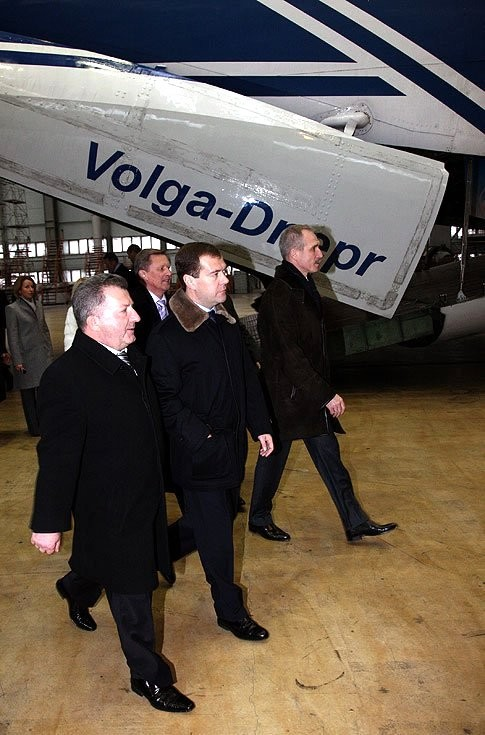
Президент Медведев и губернатор Морозов у самолёта "Волга-Днепр" (2009).

## Статьи и публикации
- Заярин В. М., Совенко А. Ю., Краснощёков А. Н. «Ты, как из сказки богатырь...» // «Авиация и время» : Журнал. — Киев: АэроХобби, 2000. — № 1 (39). — С. 4—20, 37-39. — ISSN 2304-1501.
- Два Ан-124 из парка "Полёта" достались авиакомпании "Волга-Днепр" // Авиатранспортное обозрение : журнал. — 2015. — 30 сентября.
- Jon Mainwaring. Aviation Logistics: ExxonMobil's PNG Air Bridge (англ.) // Rigzone.com, Inc : журнал. — 2014. — 29 August.
- Stephen Trimble. USA to expand An-124 use (англ.) // Flightglobal : журнал. — 2005. — 23 August.
- Baltic Air Charter Association Votes Volga-Dnepr Airlines As ‘Best Cargo Charter Airline Of The Year 2009’ (англ.) // JOC : журнал. — 2009. — 9 November.
- Официальное сообщение авиакомпании «Волга-Днепр» по трагедии в Бамако // Авиакомпания «Волга-Днепр» : Официальный сайт. — 2015. — 21 ноября.